# Силвер (озеро на границе округов Рамси и Анока)
Силвер (Силвер-Лейк; англ. Silver Lake) — озеро в штате Миннесота (США), располагается на высоте 284 м над уровнем моря, к северу от Миннеаполиса, на границе округов Рамси и Анока. Почти вся акватория озера находится в пределах территории округа Рамси, лишь прибрежная часть на западе относится к округу Анока.
Площадь озера равняется 28,67 га. Наибольшая глубина составляет 14,3 м и достигается в северо-восточной части акватории. Протяжённость береговой линии — 3,35 км. Прозрачность воды — 0,9 м (по состоянию на 2015 год). Есть два острова, крупнейший из которых находится в восточной части озера и соединён с берегом мостом. Острова и территорию прилегающую к озеру с северной стороны занимает региональный парк Силвервуд (англ. Silverwood Park) входящий в состав паркового района Три-Риверс. Долгое время территорию северного побережья занимал лагерь Армии Спасения (англ. Salvation Army Fresh Air Camp), но в 2001 году она была выкуплена властями и реорганизована в региональный парк.